# Dun Carloway
Dun Carloway (en gaélico escocés Dùn Chàrlabhaigh) es un broch situado en el distrito de Carloway, en la costa oeste de la isla de Lewis, Escocia. Se trata de un broch muy bien conservado, en las partes del lado este la pared alcanza los 9 metros de altura. En algunos puntos también hay reconstrucciones más modernas de la misma pared. Dun Carloway fue construido, probablemente, en algún momento del siglo I a. C., y la datación por radiocarbono de los restos encontrados en el broch evidencian que fue ocupada hasta alrededor del 1300. En la base el broch tiene entre 14 y 15 metros de diámetro y las paredes alrededor de 3 metros de espesor. Tiene planta circular y paredes paralelas que dejan un hueco practicable entre ambas y fue construida sin mortero. Probablemente tenía el suelo de madera, tabiques y techo de paja, necesarios para hacerla habitable, pero la única evidencia que queda de ello son los agujeros para los postes y vigas. Junto con el techo, el estrecho pasadizo presumiblemente asegurado por una puerta de madera, fueron los puntos más vulnerables de la construcción, sobre todo al fuego.

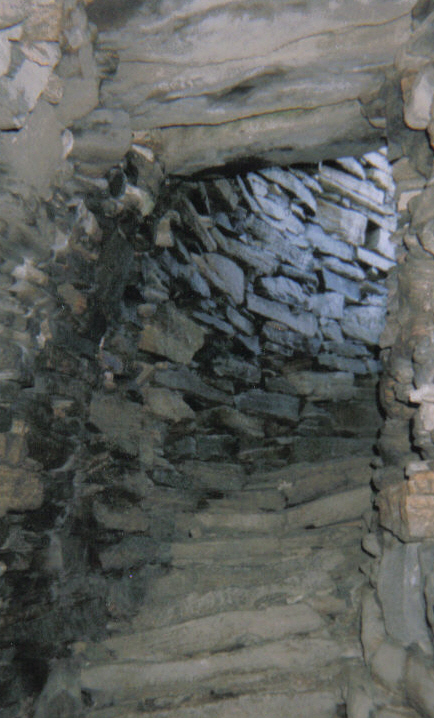
Escalera entre muros, comunica los niveles primero y segundo.

La única apertura hacia el exterior, la puerta de entrada, tiene unas dimensiones inferiores a 107 centímetros de alta por 91 de ancha, siendo el dintel la piedra más grande de toda la construcción.
La doble pared se compone del muro interior, vertical, y del muro exterior con una inclinación que hace que los pasillos inferiores sean fácilmente practicables pero no así los superiores. En la construcción existían, algunas se conservan, aperturas o puertas que daban paso desde el interior a estos pasillos, que se llegan a unir entre plantas por medio de escalares. Tanto los pasillos como las escaleras están realizados con lajas de piedra que se apoyan en ambos muros. En la planta baja entre ambos muros se abren cuatro habitaciones, en una de las cuales se han encontrado restos de cerámica, la conocida como habitación A. Otra habitación, la D, se abre al pasillo de entrada al broch, por lo que se supone que aloja a quien lo guardaba.
En los muros interiores se aprecia todavía el recremiento hecho a unos 2,1 metros para apoyar el suelo que conformaría el techo de la planta baja y piso de la superior.